# Daniel Raba Antolín
Daniel "Dani" Raba Antolín (Santander, 29 d'octubre de 1995) és un futbolista professional càntabre que ha jugat com a migcampista pel Valencia CF.

## Carrera de club
Raba va arribar al Vila-real CF el juliol de 2014 a 19 anys, des del Club Bansander. Fou assignat al Vila-real CF C, i va debutar com a sènior el 30 d'agost d'aquell any substituint Mario González i marcant el gol del seu equip en una derrota per 1–3 a casa contra el CE Castelló al campionat de la Tercera Divisió.
El 3 de gener de 2016, Raba va jugar per primer cop amb el Vila-real CF B tot substituint Alfonso Pedraza en un empat 2–2 a casa en el campionat de Segona Divisió B contra el RCD Espanyol B. Definitivament promogut a l'equip B al començament de la temporada 2016–17, hi va marcar el primer gol el 28 d'agost en un empat 1–1 a casa contra el CF Gavà, i va renovar el seu contracte el 4 e juny de 2017.
Raba va debutar amb el primer equip el 25 d'octubre de 2017, substituint el seu company de promoció Leo Suárez en una derrota per 0–1 contra la SD Ponferradina a la Copa del Rei. El seu primer partit a La Liga va tenir lloc el 5 de novembre, quan va entrar substituint Carlos Bacca a les acaballes del partit, en una victòria per 2–0 a casa sobre el Màlaga CF.
El 23 de novembre de 2017, Raba va marcar el seu primer gol com a professional, el primer del seu equip en una victòria per 3–2 contra el FC Astana a la Lliga Europa de la UEFA 2017–18. Deu dies després va marcar el seu primer gol en lliga, tot i que l'equip va perdre per 1–3 a fora contra el CD Leganés.
El 5 d'agost de 2019, Raba fou cedit a la SD Huesca, acabada de descendir, per un any.

## Palmarès
SD Huesca
- 1 Segona Divisió: 2019–20

Vila-real CF
- 1 Lliga Europa de la UEFA: 2020-21